# Papubolbe eximia
Papubolbe eximia es una especie de mantis de la familia Iridopterygidae.

## Distribución geográfica
Se encuentra en Nueva Guinea.